# 格林斯伯勒鎮區 (印地安納州亨利縣)
格林斯伯勒鎮區（英語：Greensboro Township）是位於美國印地安納州亨利縣的一個行政鎮區。

## 地方資料
根據2010年美國人口普查的數據，格林斯伯勒鎮區的面積為66.30平方千米，當中陸地面積為66.10平方千米，而水域面積為0.20平方千米。當地共有人口1728人，而人口密度為每平方千米26.06人。